# جب استوارت (نویسنده)
جب استوارت (انگلیسی: Jeb Stuart؛ زادهٔ ۲۱ ژانویهٔ ۱۹۵۶) فیلم‌نامه‌نویس، کارگردان و تهیه‌کننده اهل ایالات متحده آمریکا است.